# آرنو پونتیه
آرنو پونتیه (به فرانسوی: Arnauld Pontier) نویسنده قرن بیستم میلادی اهل فرانسه است.